# Walter Strack
Pour les articles homonymes, voir Strack.
Walter Strack, né le 29 novembre 1936 à Revin, mort le 1er mai 2021 à L'Haÿ-les-Roses est un artiste peintre et sculpteur bi-national franco-suisse. Après une brève période d’abstraction tachiste et une autre de Pop Art, il est devenu un des représentants européens de l’art concret, ou art construit.

## Parcours
Il passe son enfance à Paris puis son adolescence en Suisse où il fait ses études à l'école des beaux-arts de Zurich, travaillant notamment sous la direction de Johannes Itten. En 1957, il réalise sa première exposition personnelle dans une galerie de Zurich. Deux ans plus tard, en 1959, il quitte la Suisse pour s'installer à Paris.  En 1965, il est sélectionné pour la quatrième Biennale de Paris, section française. L’année suivante, il obtient une bourse fédérale suisse sur la recommandation de Max Bill. En 1966 toujours, il représente la Suisse à la Mostra internationale d'arte « Premio del Fiorino » à Florence.  En 1972, il emménage dans une ferme au sud de la région parisienne. 
En 1973, il rejoint un groupe de peintres, le Groupe International pour la Création constructive, avec des  expositions en Allemagne, Belgique, Italie. 
En 1984, il réalise une sculpture monumentale pour le parc des sports pour Winterthur (Suisse), et, en 1987, une sculpture de 12 mètres de haut au port de plaisance de Kreuzlingen au lac de Constance.

## Quelques expositions personnelles
- 1957 : Galerie KIKI Zurich
- 1960 : Galerie ABC Winterthur CH.
- 1960 : Galerie Bellechasse Paris
- 1967 : Galerie Palette Zurich.
- 1967 : « Peau de Lion » Hôtel de ville Zurich.
- 1967 : « Unter 40 » Galerie d'art moderne Bâle
- 1968 : Galerie Im weissen Haus Winterthur CH.
- 1968 : Galerie Bettina Zurich.
- 1970 : Kunsthaus Zurich. « Les Suisses de Paris » Kunsthaus Aarau CH.
- 1970 : « Exact 71 » Galerie Palette Zurich.
- 1979 : Galerie GE Winterthur CH.
- 1979 : Galerie Palette Zurich.
- 1980 : Galerie Art shop Bâle.
- 1983 : Galerie d'Art de l'Hôtel Montparnasse Parc Paris
- 1984 : Galerie Palette Zurich.
- 1986 : Galerie Graphic CB2 Caracas.
- 1987 : Galerie Im Weissen Haus Winterthur CH.
- 1987 : Galerie Moteki Tokio.
- 1989 : Galerie Palette Zurich. Exposition person¬nelle
- 1989 : Galerie d'Art de l'Hôtel Astra Paris.
- 1990 : Exposition personnelle Galerie Büge Singen Ht/Wiel D.
- 1990 : Galerie Edwige Herdé Paris.
- 1991 : Galerie Im Weissen Haus Winterthur CH.
- 1991 : Galerie Palette Zurich.
- 1991 : Exposition personnelle Galerie Des Arcades Berne.
- 1995 : Galerie St.Charles de Rose Paris.
- 1995 : Astel Gallery Copenhague Dk.
- 1995 : Rohr Galerie Amaryllis Bruxelles.
- 1997 : Galerie Claude Dorval Paris.
- 1988 : « Treffpunkt Kunst » Museumhaus Ludwig Sarrelouis
- 2000 : Galerie Amaryllis Bruxelles.
- 2002 : Galerie Claude Dorval.
- 2004 : Galerie Büge Singen Ht/Wiel D.
- 2009 : Tableau-reliefs - Espace Meyer Zafra -  Paris.

## Salons
Salon de la Jeune Peinture, Salon de Mai, Comparaison, Grands et Jeunes d'Aujourd'hui, Réalités Nouvelles, Art Paris.